# H-1 (航空機)
ヒューズ H-1
ヒューズ H-1
- 用途：競争機
- 設計者：リチャード・パーマー[1]
- 製造者：ヒューズ航空機
- 運用者：ハワード・ヒューズ
- 初飛行：1935年9月13日[2]
- 生産数：1機

ヒューズ H-1（Hughes H-1）は、1935年にヒューズ航空機で速度記録挑戦のために設計された航空機（レース機）。世界速度記録とアメリカ大陸横断速度記録を樹立した。これ以降は民間企業が世界記録樹立した例は無い。

## 開発
映画『地獄の天使』の製作中にハワード・ヒューズは映画で使用する100機以上の航空機の整備にグレン・オデカークを雇用した。この2人は航空に対する共通の興味を持っており、世界記録を破る航空機を製造する計画を立てた。H-1の設計はリチャード・パーマー（Richard Palmer）が行い、ヴァルティー BT-13練習機を含め後に彼がヴァルティー・エアクラフト社で設計した機体にはH-1と共通の特徴が見られた。この機体には多くの名前が与えられたが、「H-1」というのは共通していた。ヒューズ航空機が最初に製造した航空機がこの機体であった。
設計研究は1934年にカリフォルニア工科大学の風洞でテストされた大型模型（長さ約2 - 3フィート）で始まり、これにより365 mphの速度が出せる可能性があることが分かった。

## 設計
その流線型の機体は「今まで製造された中で最も洗練され優雅な航空機の1機。」と評される最高のデザインとなって結実した。製造過程では、機体のアルミニウム製外皮の完全な平滑さを保てる機械打ち皿頭リベットといった多くの草分け的な技術が開発された。H-1は、より高速を稼ぐために引き込み式降着装置の主車輪と油圧作動の完全引き込み式の尾橇も備えていた。エンジンは、元々の定格出力が700 hp (522 kW)のプラット・アンド・ホイットニー R-1535 14気筒 2重星型エンジンを1,000 hp (750 kW)以上にチューンアップしたものを装着した。
競争機として2つの異なる役割を意図して、レースと速度記録用の短い主翼とクロスカントリー競技用の「長い」主翼の2種が用意されていた。

## 運用
H-1は1935年に初飛行を行い、直ぐにヒューズの操縦で4回航過の平均速度566 km/h (352 mph)の陸上機の世界速度記録を樹立した。ヒューズはどうやら燃料切れをおこすまで飛行させたらしく、何とか自身とH-1の双方に大きな損傷無く機体を不時着させた。ビート畑に不時着させた機体から降りるやいなやヒューズは「機体は直ぐに修理できる。これはもっと速く飛べる。」とだけ述べた。当時、水上機の世界速度記録は1934年10月にイタリアのM.C.72が打ち立てた709 km/h (440 mph)であった。
後にヒューズはH-1を大陸横断速度記録挑戦用に適するように小さな改修を加えた。最も顕著な変更は、翼面荷重を軽減するために新しく長い主翼を取り付けたことであった。H-1で陸上機の世界速度記録を樹立した1年半後の1937年1月19日にヒューズは、ロサンゼルスからニューヨークまでを7時間28分25秒で無着陸飛行を行い、自身が2年前に打ち立てた9時間27分の記録を2時間短縮して大陸横断速度記録の新記録を樹立した。平均速度は518km/h (322mph)を超えていた。
当時就役していた機体が複葉機であったことを鑑みて、ヒューズはアメリカ陸軍航空軍（USAAF）が彼の新しい設計の航空機やH-1を新世代の軍用戦闘機の基本として採用することに大きな期待を掛けたが、この設計の「売込み」は成功しなかった。戦後に議会での証言でヒューズは、USAAFがH-1を却下した要因は革新的な設計への抵抗であったとし、「私はこの航空機を陸軍に売り込もうとしたが、彼らは片持ち式の単葉機は戦闘機には向かないと考えていたのでこの提案を退けた。･･･」 と述べた。
航空史家達は、H-1がP-47 サンダーボルトやFw 190 ヴュルガーといった後の空冷エンジン装備の戦闘機に影響を与えたとしている。戦後にヒューズは更に「日本の零式艦上戦闘機（零戦）がH-1のコピーであることは誰の目にも明白なことである。」と主張し、主翼プラットフォームや尾翼の設計と機体全体における近似性の双方に言及した。零戦の設計者である堀越二郎は、H-1が日本の戦闘機設計に影響を与えたという主張に対して強く反駁した。
H-1は1940年のRKOラジオ・ピクチャーズ（RKO Radio Pictures）社の映画『Men Against the Sky』の中に登場する。

## 塗装
2番目の主翼は青色に塗装されていたが、元々の(短い方の)主翼は赤色であった。様々な記録（1935年9月23日付のタイム誌の記事等）がこれを裏付けているが、1930年代のこの機体のカラー写真が無くこのことがほとんど知られていないために現代のメディア（映画『アビエイター』など）では常に青色として描かれている。
時の経過と共にH-1の主翼には「"NR258Y"」、「"NX258Y"」、そして最後には単に「"R258Y"」という登録記号が描かれた。過渡期の写真には、「R」の上に直接「X」が描かれているものがある。記録樹立時の登録記号の色は白色だと言われている。後にヒューズは自社のロゴの色に合わせて登録記号の色を現在の黄色に塗り直させた。

## 現況
オリジナルのH-1 レーサーは1975年にスミソニアン博物館に寄贈され、国立航空宇宙博物館に展示されている。

## レプリカ

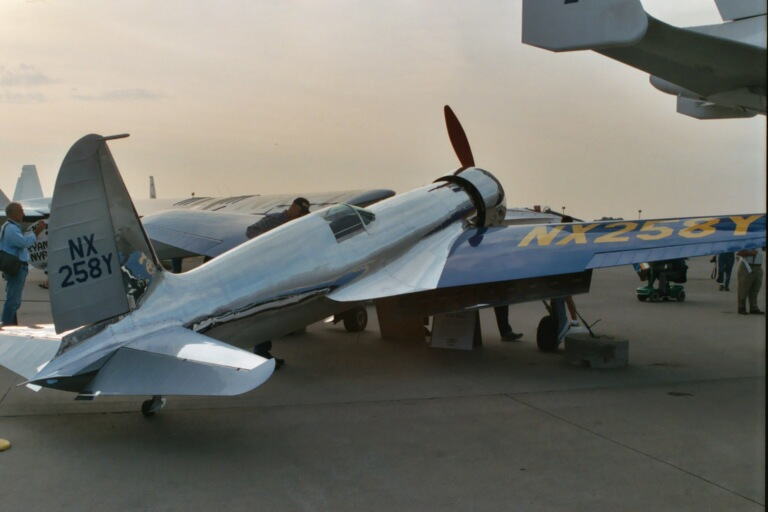
ウィスコンシン州オシュコシュに展示されているジム・ライトH-1レプリカ

オレゴン州、コテージグローブのジム・ライト（Jim Wright）は原寸大のH-1のレプリカを作成し、2002年に初飛行を行った。オリジナルを精緻に再現したこの機体に連邦航空局はH-1の同型機としての製造番号「2」を与えた。この機体の製造記録は、事実上当時の主だった全ての航空雑誌で報じられた。2003年8月4日にウィスコンシン州、オシュコシュで開催された「オシュコシュ航空ショー(EAA AirVenture Oshkosh)」でこのレプリカ機が成功裏に披露された後、ライトは致命的な事故を起こした。オレゴンへの帰路の途中でライトは燃料補給のためにワイオミング州、ジレットに短時間立ち寄った。地上にいる時にライトは短い時間地元の記者と会い、機体が「降着装置の問題」を抱えていることを示した。ジレットを出発して約1時間後にライトはイエローストーン国立公園、オールド・フェイスフル・ガイザーのすぐ北に墜落した。本来は映画『アビエイター』で使用される予定だったレプリカ機は完全に破壊され、操縦していたジム・ライトは死亡した
。公式の事故報告書では事故原因は恒速プロペラのバランス取り用錘に起因する事故と指摘している。2003年12月17日にコテージグローブ州立空港にはジム・ライト飛行場（Jim Wright Field）という名が捧げられた。

## 要目
（H-1 標準翼）
- 乗員：1名
- 全長：8.23 m (27 ft )
- 全幅：9.67 m (31 ft 9 in)
- 全高：2.4 m (8 ft)
- 翼面積：12.80 m² (138 ft²)
- 翼面荷重：195 kg/m² (40 lb/ft²)
- 空虚重量：1,620 kg (3,565 lb)
- 全備重量：2,496 kg (5,492 lb)
- エンジン：プラット・アンド・ホイットニー R-1535[18]、700 hp (521 kW)
- 最大速度：566 km/h (352 mph)
- 馬力重量比：210 W/kg (0.13 hp/lb)

## ギャラリー

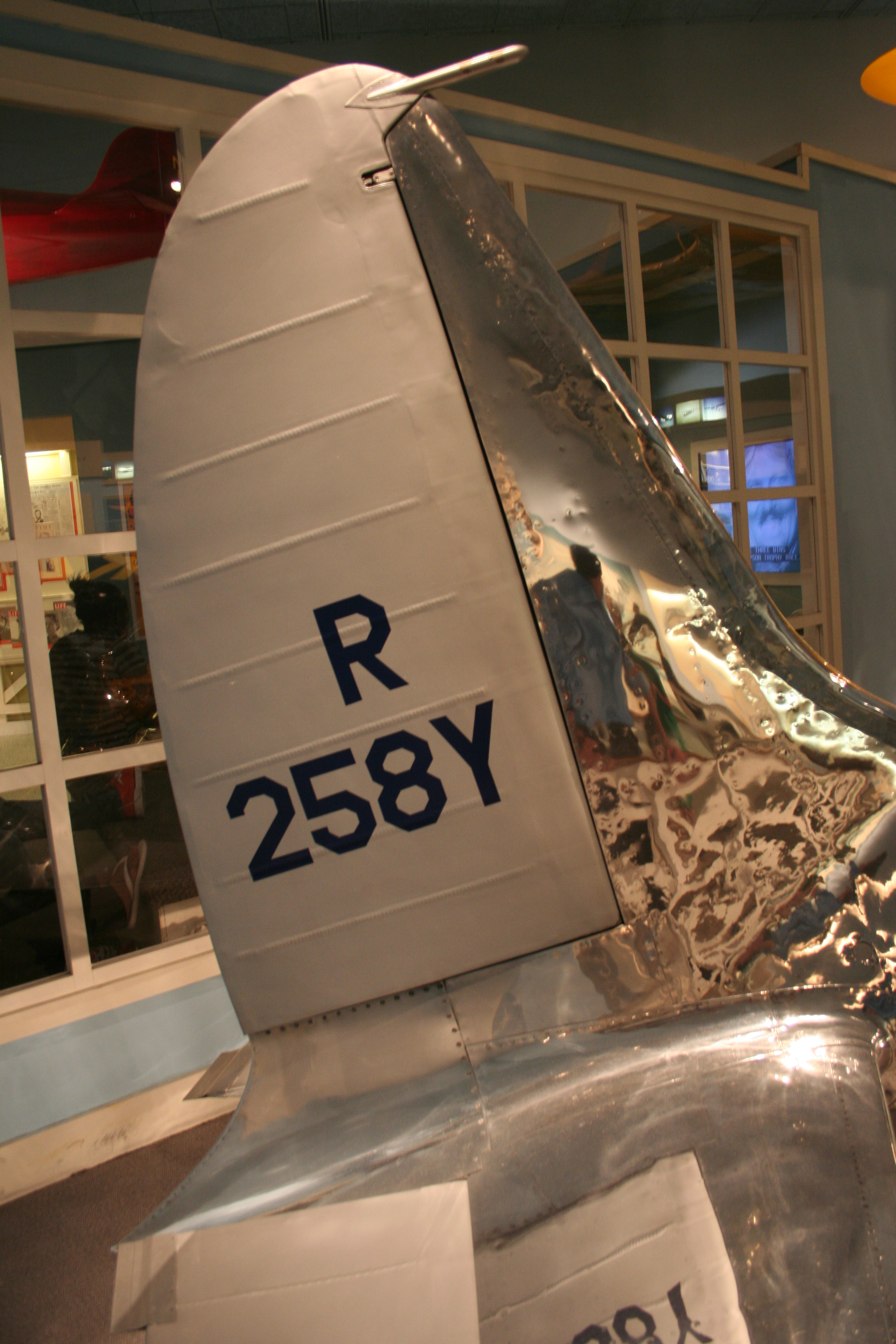
H-1の尾翼部分
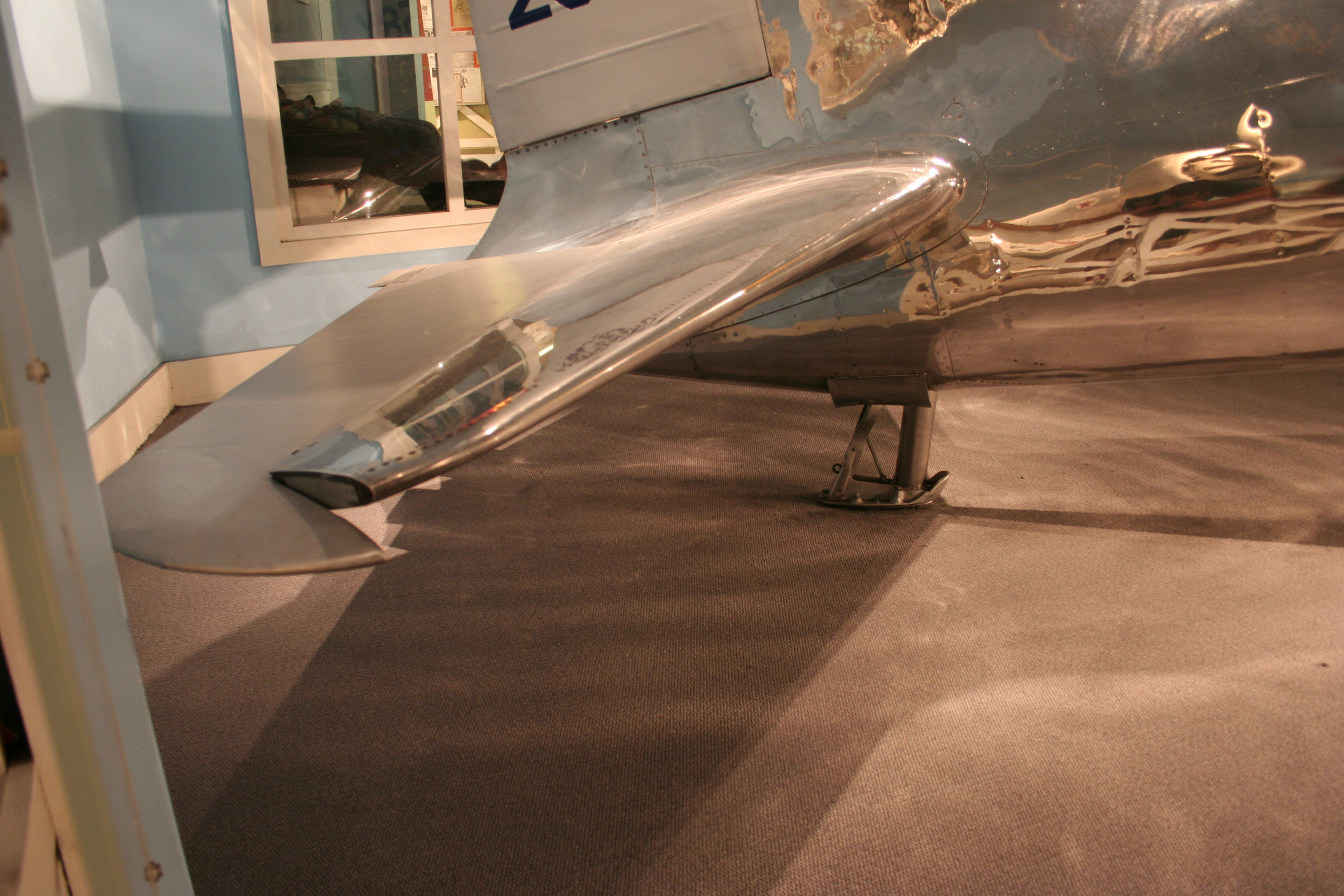
H-1の後部着陸装置
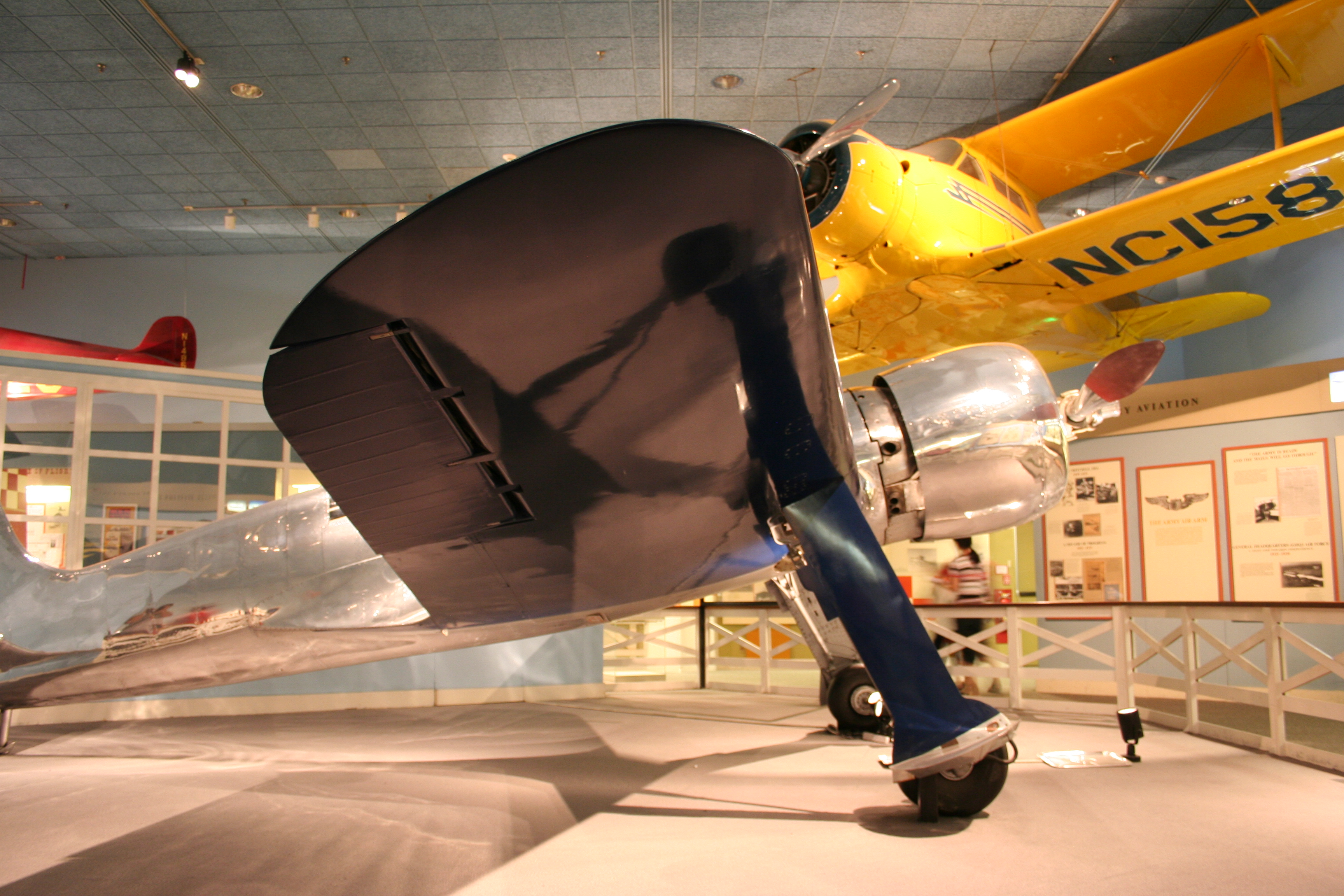
H-1右側
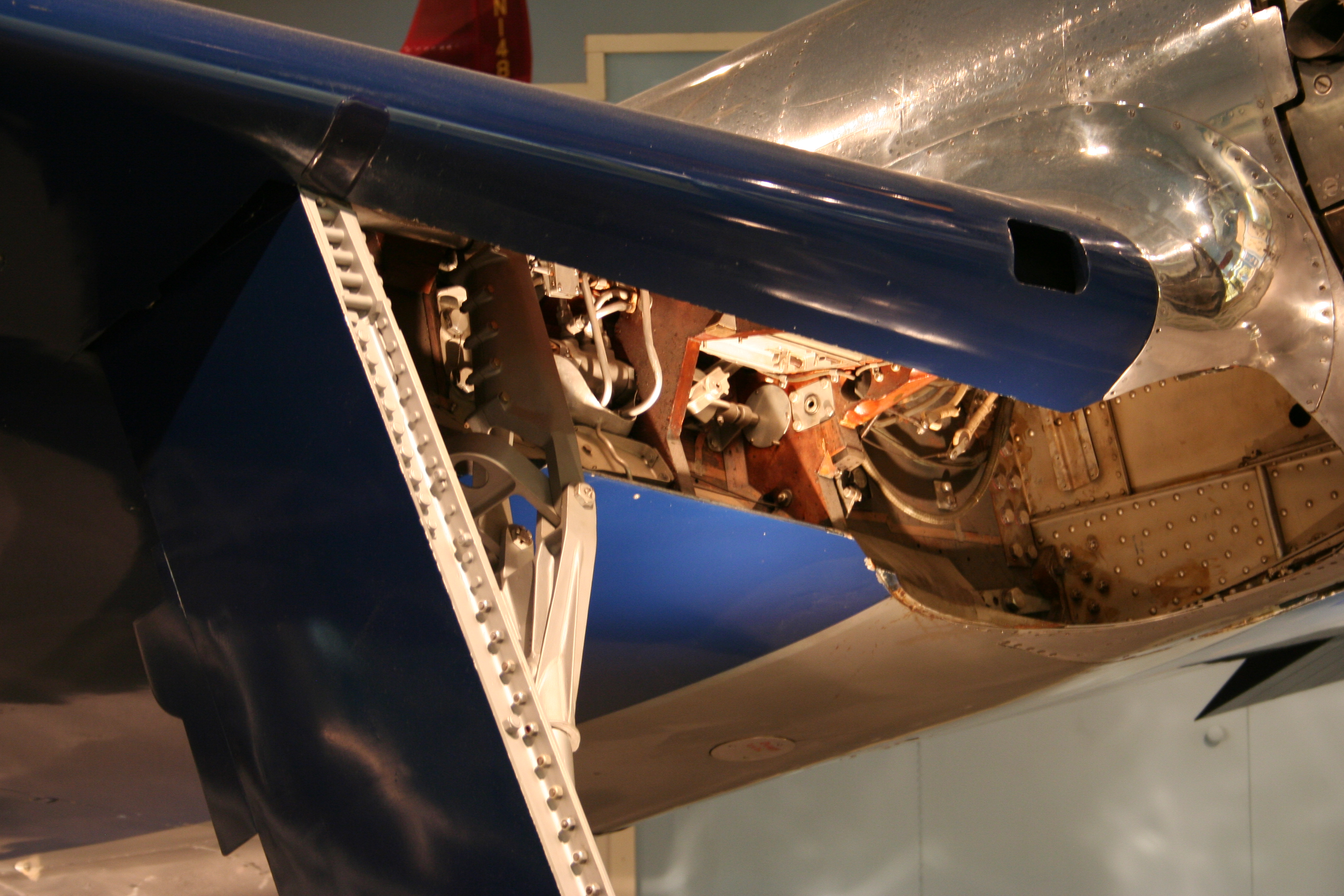
内部の詳細な木と金属の構造
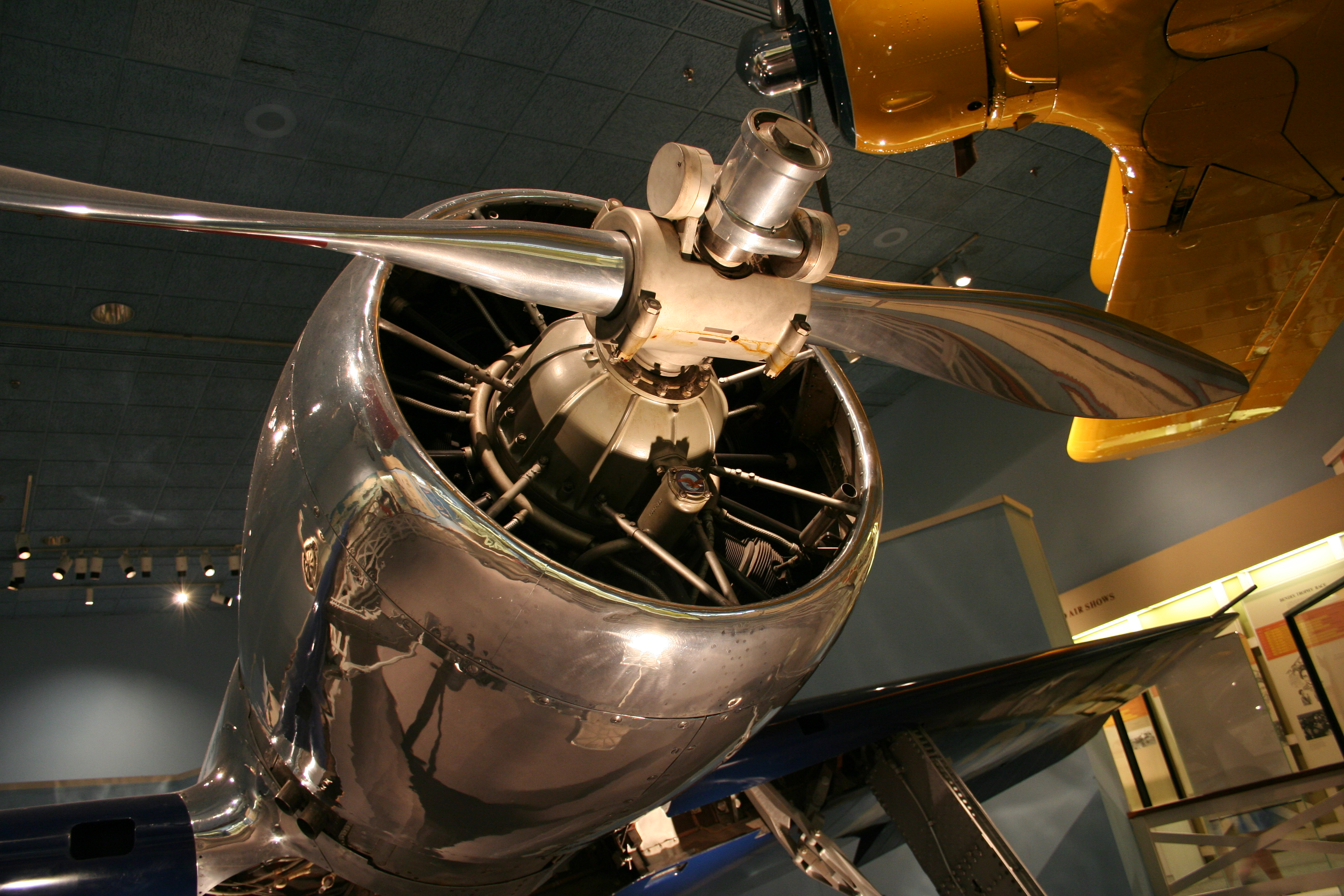
H-1のプロペラ
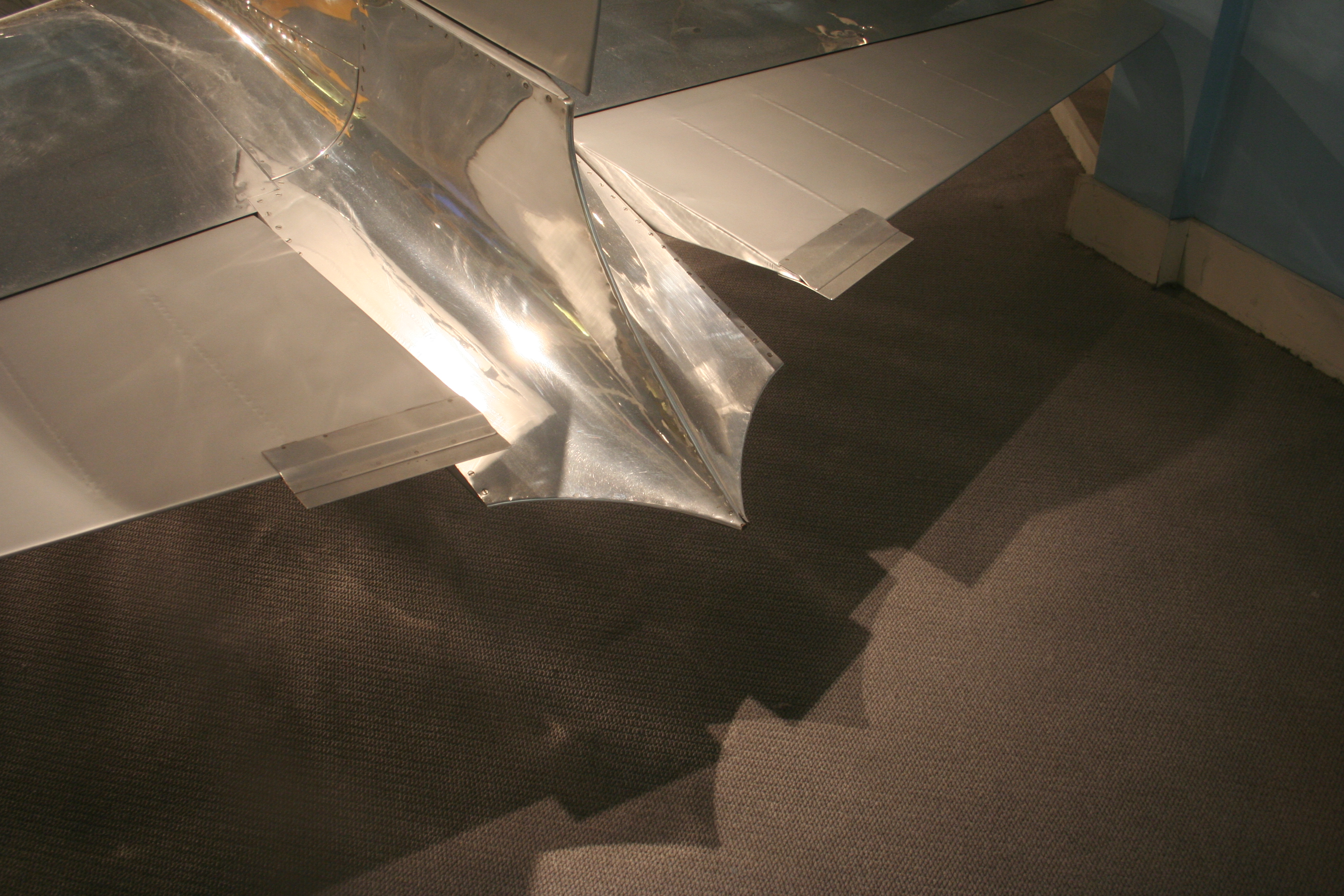
H-1テールの先端
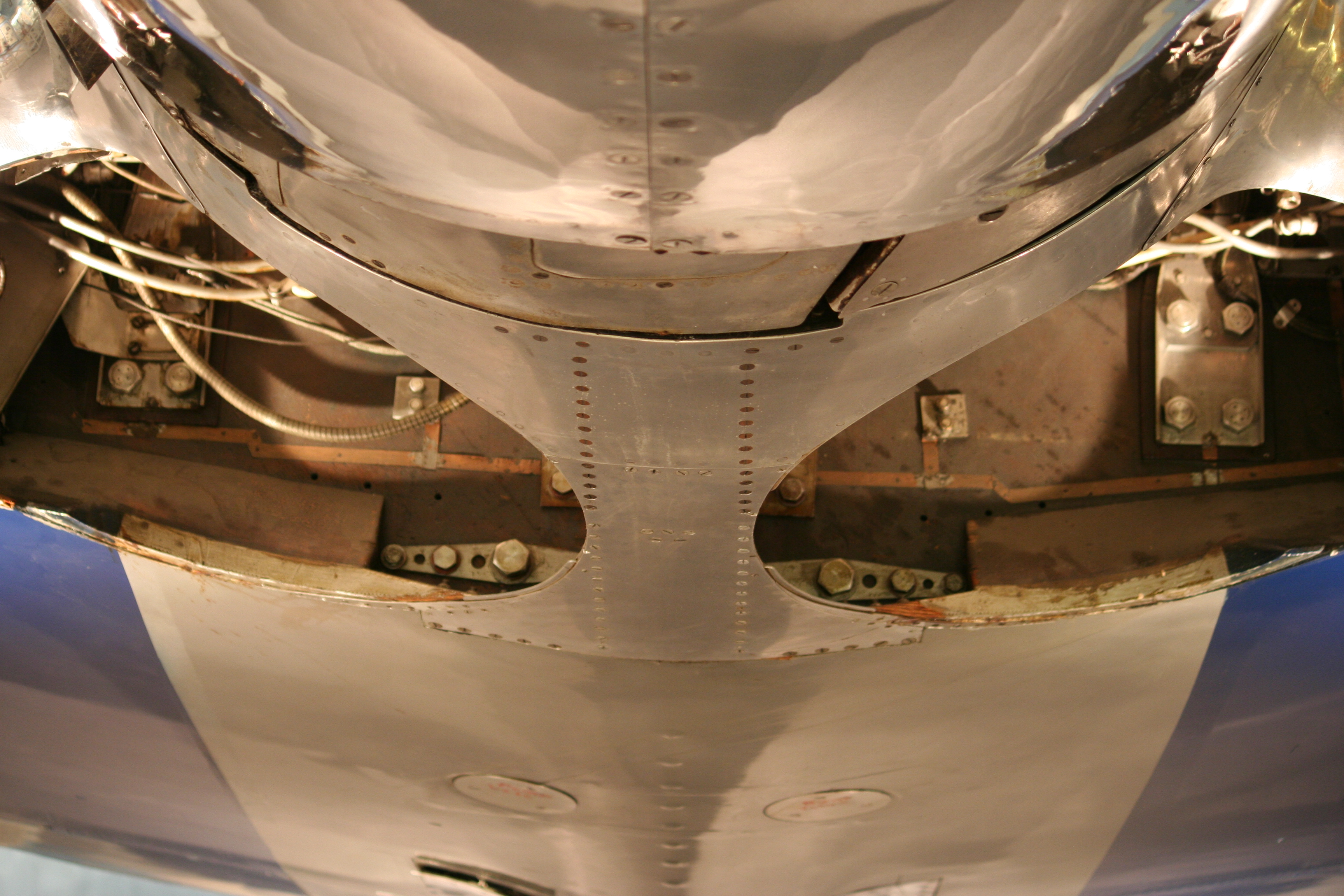
空気力学のためのフラッシュ金属加工
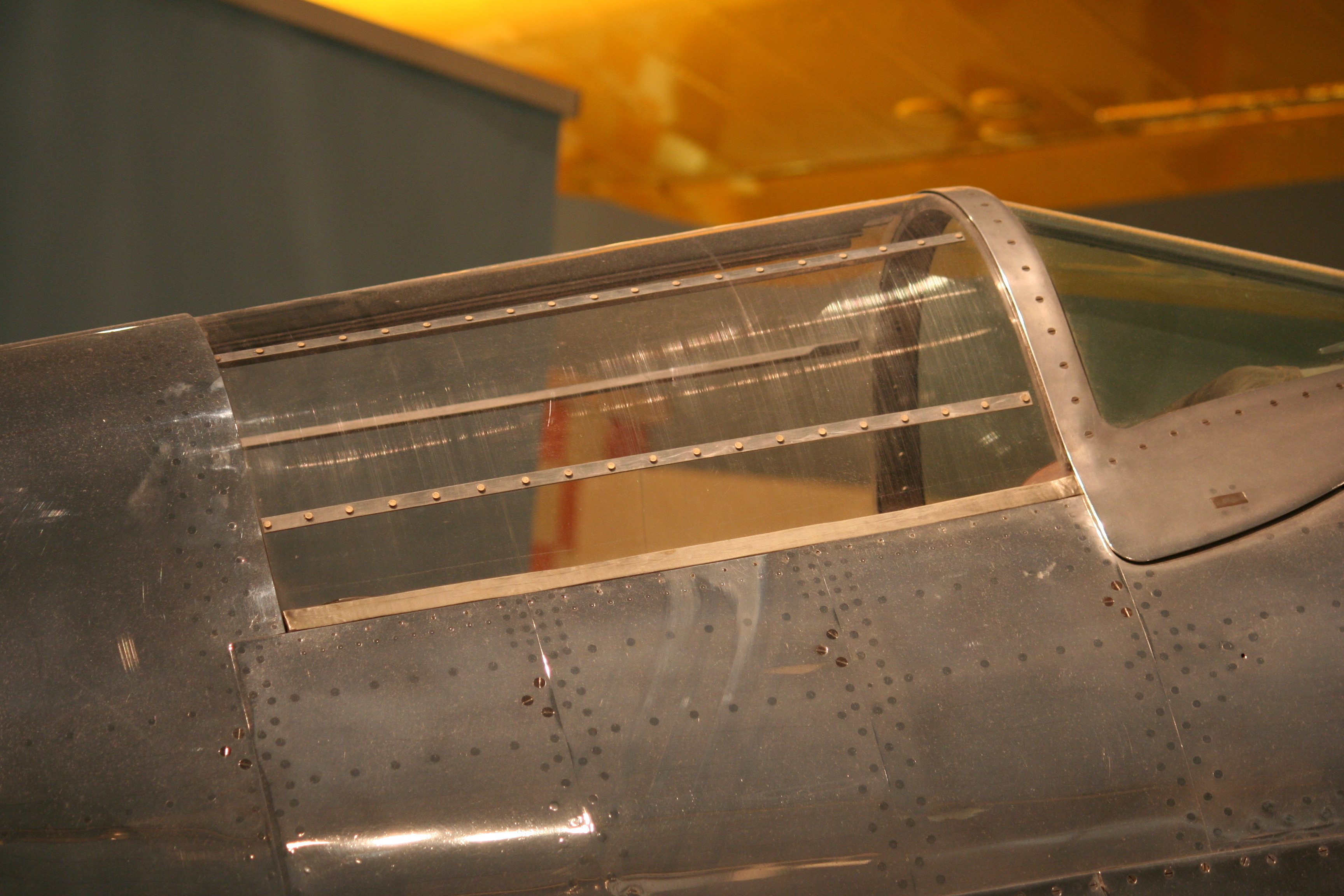
フラッシュ金属加工のキャノピー
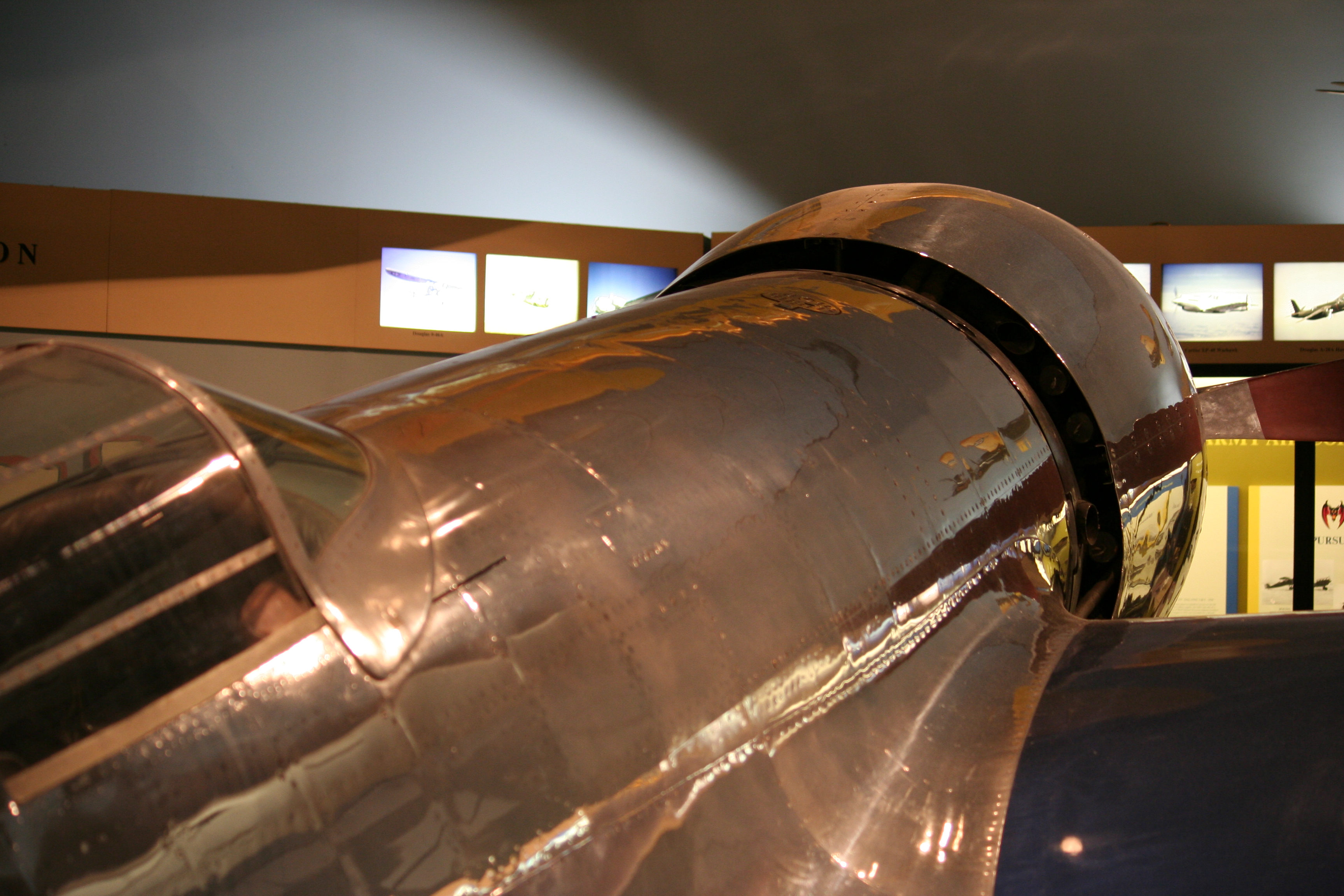
ノーズの排気システム
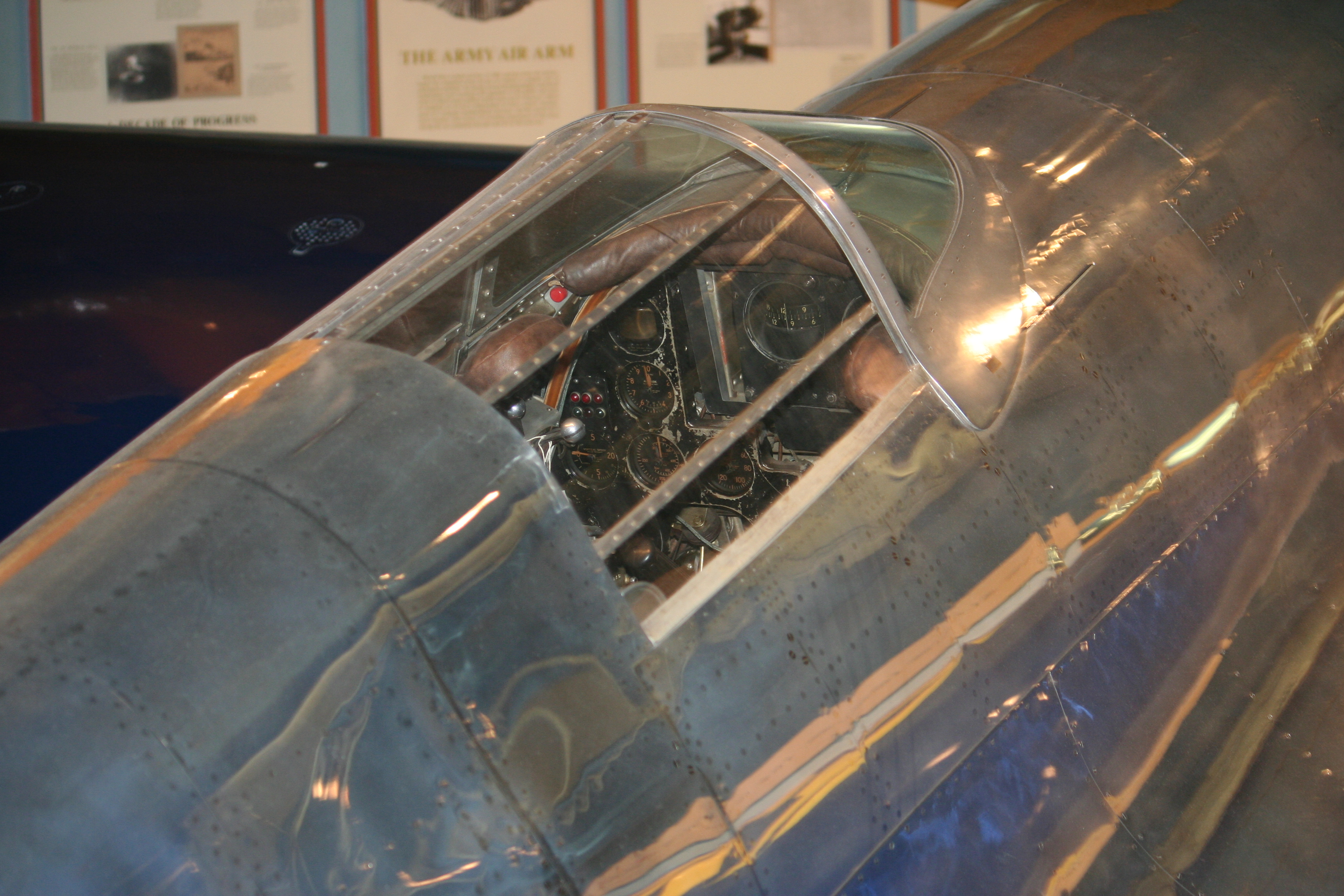
H-1コックピットの飛行計器
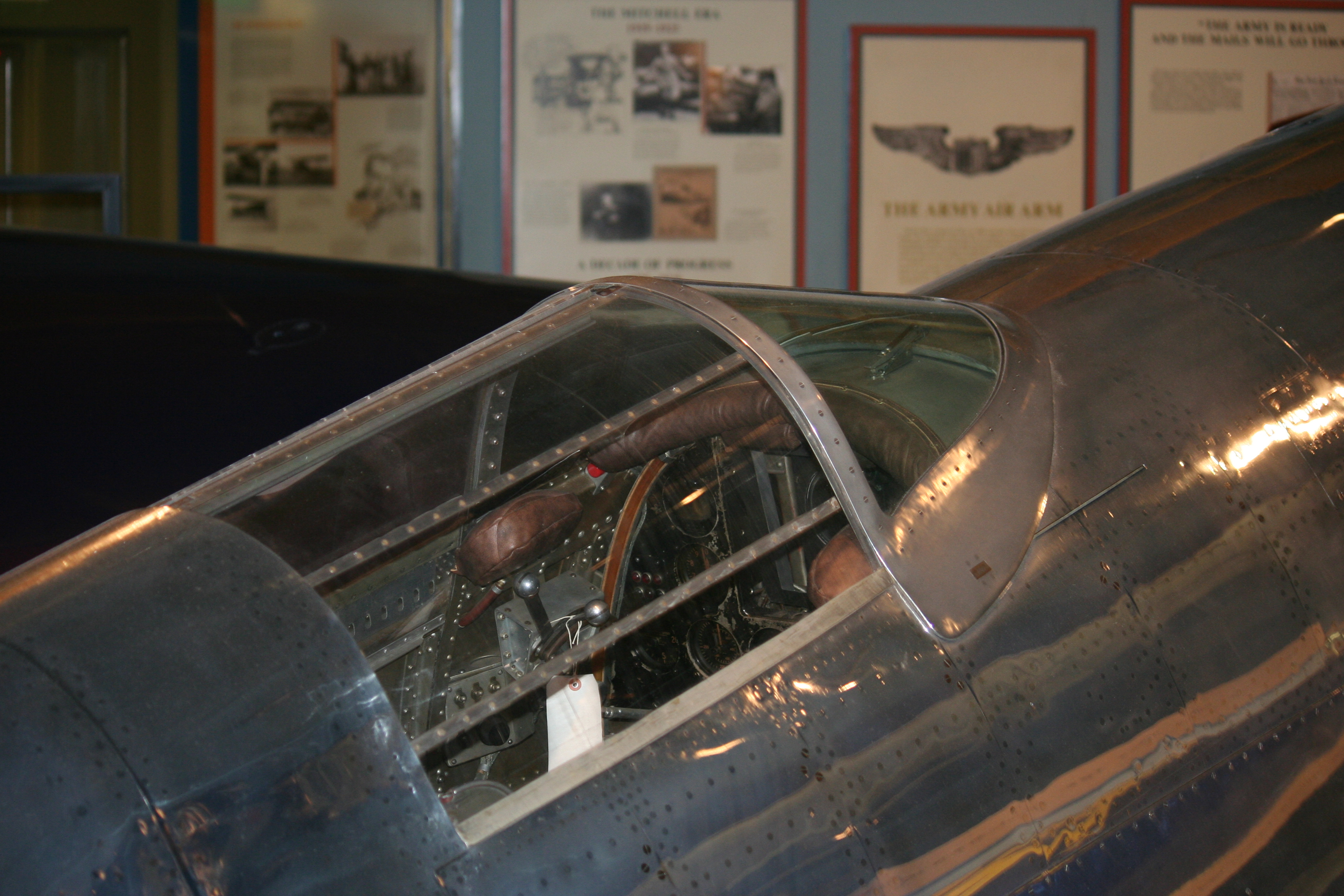
H-1コックピットの側面操作部
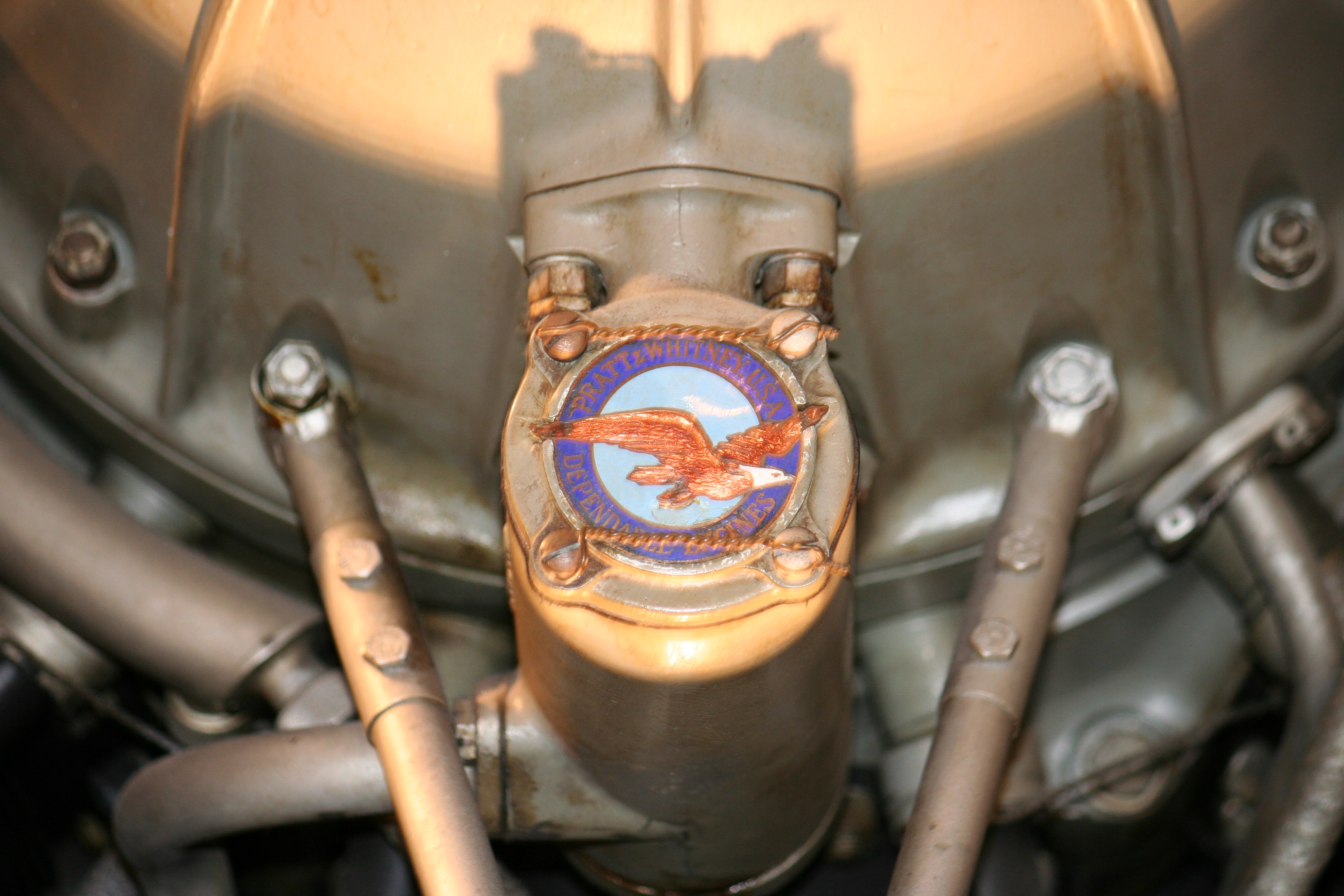
H-1レーサーに施されたPratt & Whitney "Dependable Engines "エンブレム
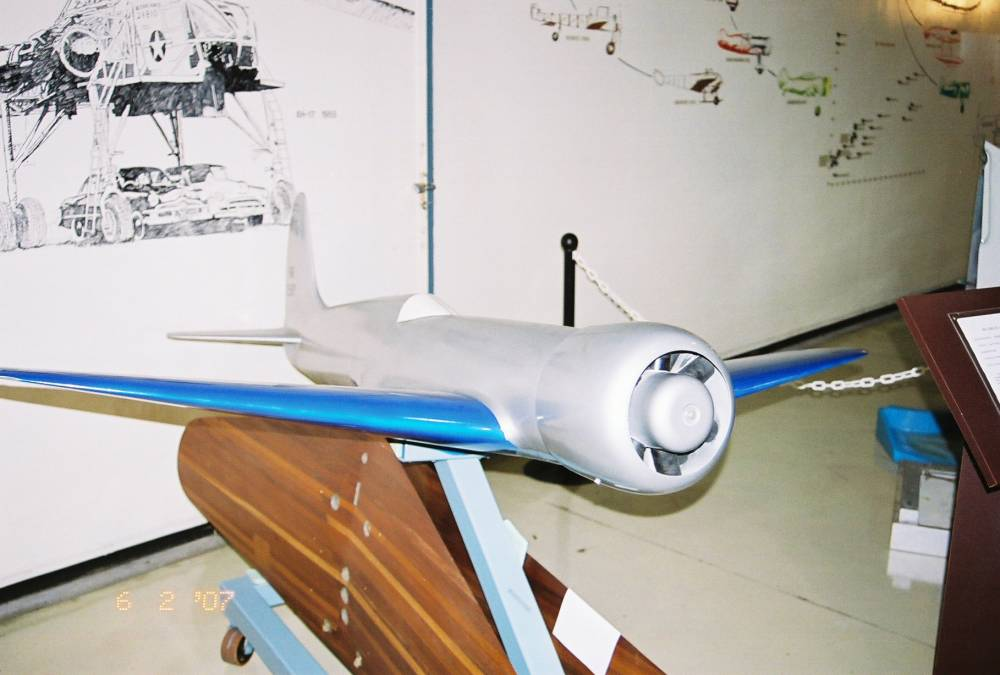
H-1の模型